# Firmiliano de Cesarea
Firmiliano de Cesarea fue un prelado eminente de su época. Contemporáneo de Gregorio el Taumaturgo, llegó a ser junto con él una de las columnas de la doctrina católica y verdadera alma de los concilios celebrados en Antioquía, entre los años 264 y 268, donde fueron condenados los errores de Pablo de Samosata. Recibe la invitación a asistir por Heleno de Tarso. Ocupó el cargo de  Obispo de la metrópoli de Cesarea de Capadocia durante más de treinta años (230-268?).

## Biografía
Durante su ministerio de Obispo, aproximadamente dos a tres años después de iniciar su cargo (232/233), acogió en su ciudad, y le permitió predicar en sus Iglesias a Orígenes, a quien le tenía gran estima.
Le tocó vivir dos persecuciones en la Iglesia de Capadocia. La primera en el año 235 bajo Maximino Tracio. Durante esta tuvo que huir a la ciudad de Cesarea de Palestina, donde nuevamente convive con Orígenes. Tiempo después regresa a la ciudad de Cesarea. En el 249-250, nuevamente se desata una persecución contra los cristianos. En esta ocasión bajo el emperador Decio. Nuevamente, evita la oportunidad de confesar la fe, ya que en esa ocasión lo encontramos luego al lado del Obispo Heleno de Tarso en conflicto con el Obispo de Antioquía Fabio, que defendía la severidad de Novaciano contra los que habían carecido de coraje durante la persecución. En este conflicto, Firmiliano pide apoyo a los Obispos de Roma y de Alejandría, contra Fabio de Antioquía.  Ante dicho problema, no cesaron las acusaciones en contra de Firmiliano y Heleno, que encontraron eco en el Papa Esteban (254-257), que tendía también hacia los novacianos e hizo saber en una carta que excluía a ambos Obispos de su comunión.
Otro problema eclesial, que le tocó enfrentar fue el de los herejes que conferían el bautismo a los fieles. Algunos opinaban que era válido, y otros como Firmiliano opinaban que no.  Participó en el sínodo de Iconio (no antes del 230), en el que los Obispos de Galacia, Cicilia y otras provincias vecinas decidieron se mantuviera el uso de rebautizar a los montanistas cuando pasasen a la Iglesia. De dicho problema, es el único documento que de él se conserva. Se trata de una carta dirigida a San Cirpriano de Cartago, en la que se expone de la debatida cuestión del segundo bautismo por los herejes. Dicha cuestión lo lleva a criticar vivamente al papa Esteban y rechaza su opinión con insólita vehemencia y aspereza, e incluso lo compara con Judas.
Muere el año 268; toma el camino de Antioquía para dirigirse hacia Tarso, pero muere en el trayecto.